# The Shard
The Shard (z ang. shard „odłamek”, znany także jako Shard London Bridge, London Bridge Tower, Shard of Glass) – wieżowiec w Londynie, w dzielnicy Southwark (gmina Southwark), na południowym brzegu Tamizy. Ukończony w 2012 roku, jest najwyższym budynkiem w Wielkiej Brytanii (stan na 2023 r.); przez kilka miesięcy po ukończeniu był najwyższym budynkiem w Europie. 

## Opis
Budynek ma 72 kondygnacje rozplanowane następująco:
- do 28. piętra znajdują się biura,
- 31–33: piętra przeznaczone są na gastronomię,
- 34–52: piętra przeznaczone są na hotel,
- 53–65: piętra na mieszkania,
- Powyżej 65. piętra mieści się taras widokowy przeznaczony dla zwiedzających.

Wysokość budynku wynosi 309,6 metrów. Po zakończeniu prac w 2012 roku stał się najwyższym ukończonym wieżowcem w Europie.
Budynek został zaprojektowany przez włoskiego architekta Renza Piana, laureata Nagrody Pritzkera z 1998 roku, autora m.in.: Centre Georges Pompidou w Paryżu, czy New York Times Building w Nowym Jorku.
W kwietniu 2008 roku rozpoczęła się rozbiórka budynków Southwark Towers, w miejsce których miał stanąć biurowiec The Shard. Rozbiórka  trwała około 9 miesięcy i została zakończona na początku 2009 roku.
Przygotowania do budowy budynku zaczęły się w lutym 2009 roku, natomiast faktyczne rozpoczęcie robót nastąpiło 16 marca 2009 roku. Początkowo budowa opierała się głównie na wbijaniu kafarami w ziemię olbrzymich pali mających na celu podnieść stabilność terenu w ramach przygotowań do budowy rdzenia wieżowca.
W czasie od marca do końca października 2009 roku zamontowano pierwsze trzy żurawie pionowe przystosowane do wznoszenia żelbetowego rdzenia budynku.
W połowie czerwca 2010 roku główny rdzeń budowli osiągnął 33 piętro i wysokość niemal 143 metrów. W połowie listopada 2010 roku trzeci i ostatni element głównego rdzenia wieżowca osiągnął poziom 68 kondygnacji (około 236 m), przewyższając tym samym wieżowiec One Canada Square, który nosił miano najwyższego w Wielkiej Brytanii od 18 lat. Ostatecznie betonowy trzon budynku ukończono pod koniec listopada, a na jego szczycie na wysokości około 245 metrów, zawisła wiecha. W połowie grudnia 2010 roku zakończyła się budowa 70 z łącznych 72 kondygnacji nadziemnych wieżowca, średni okres pomiędzy "wylewaniem" kolejnych kondygnacji kształtował się w czasie jednego tygodnia. 
Wieżowiec został oficjalnie otwarty w dniu 5 lipca 2012 roku przez premiera Kataru, Hamada ibn Dżassima ibn Dżabra as-Saniego, w uroczystości wziął również udział Andrzej, książę Yorku.
Według początkowych założeń łączny koszt budowy The Shard wynosił 350 mln funtów, później jednak został podniesiony o dodatkowe 85 mln funtów przez firmę Mace Group.

Galeria postępów prac przy budowie wieżowca
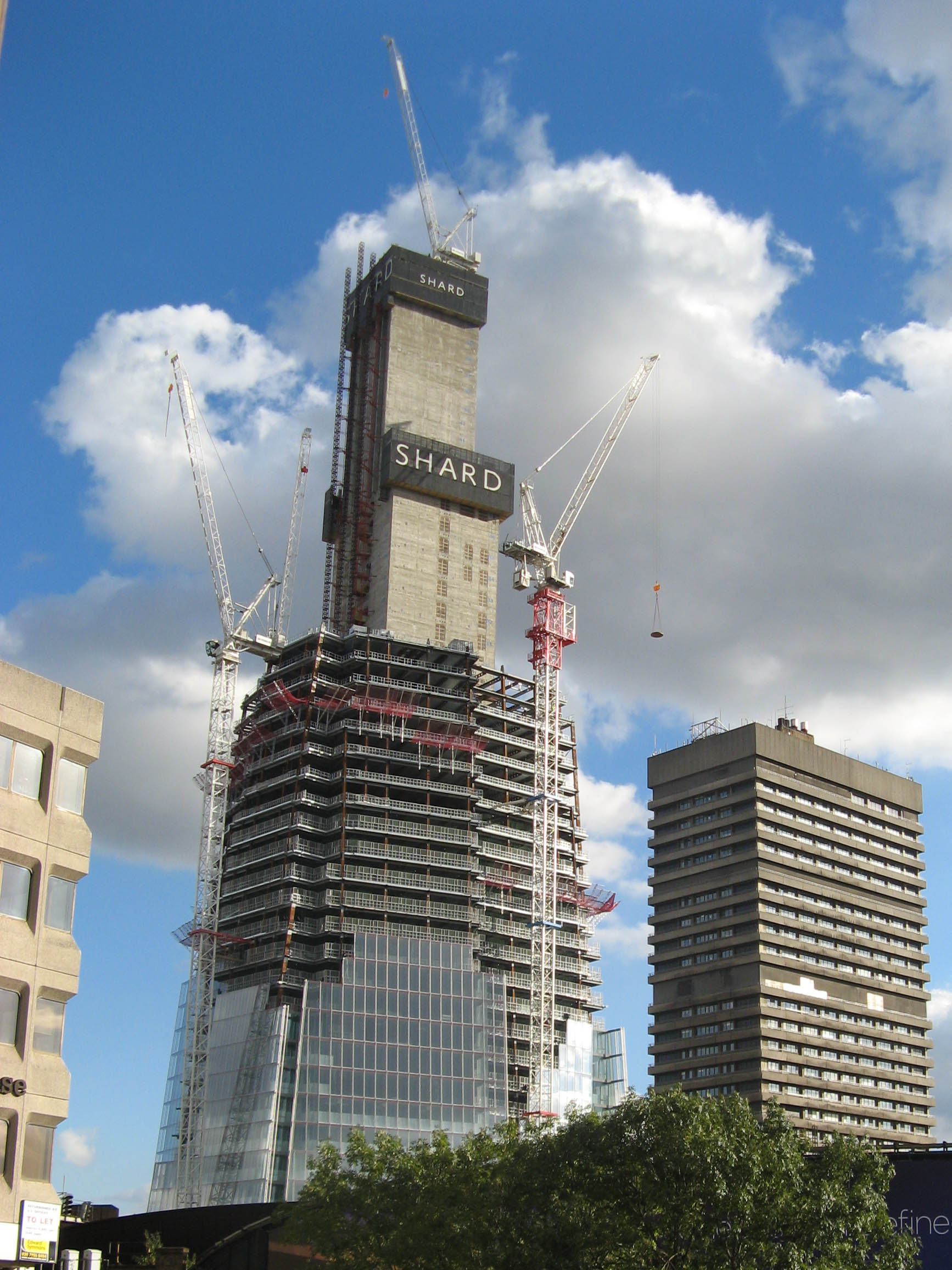
wrzesień 2010
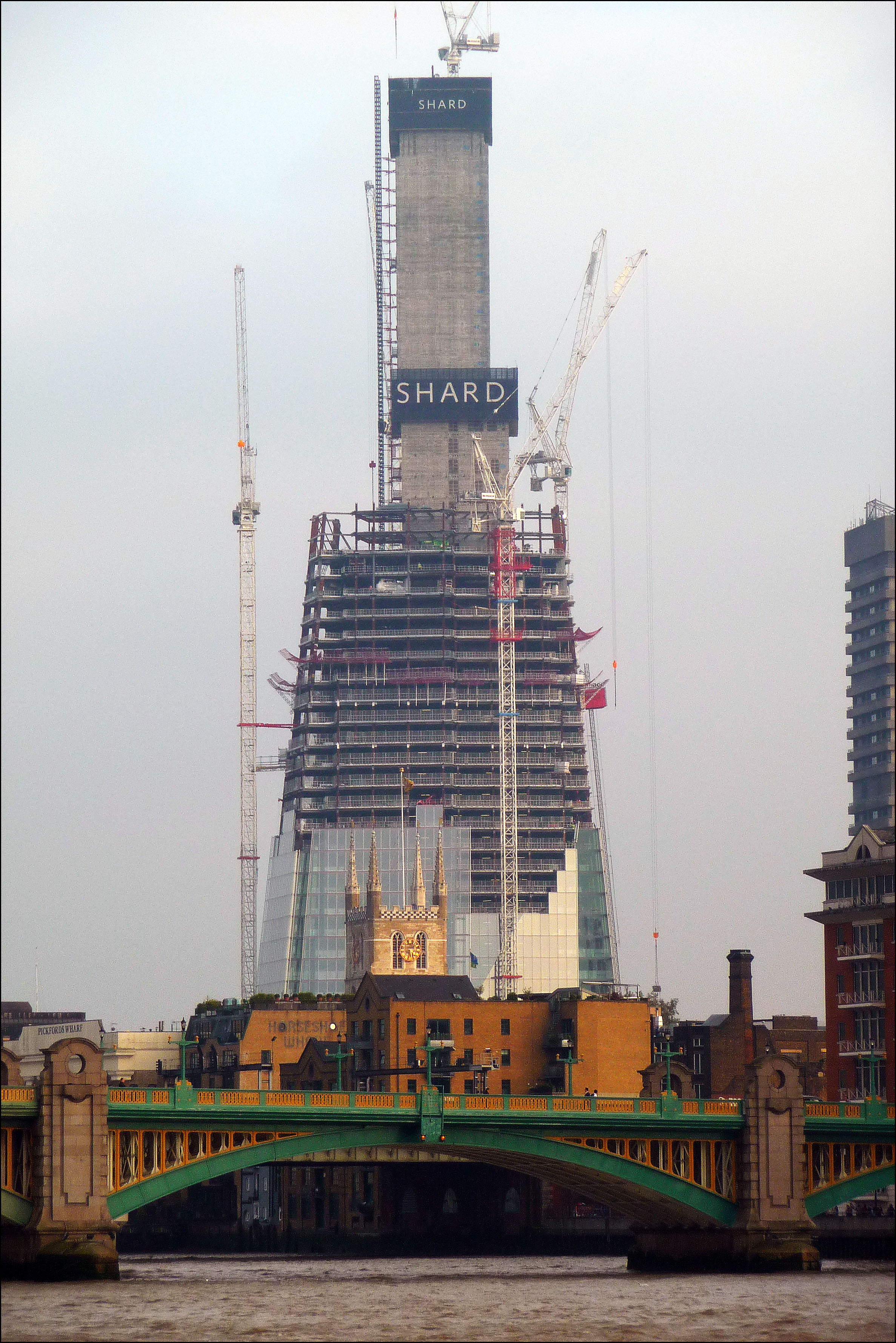
październik 2010
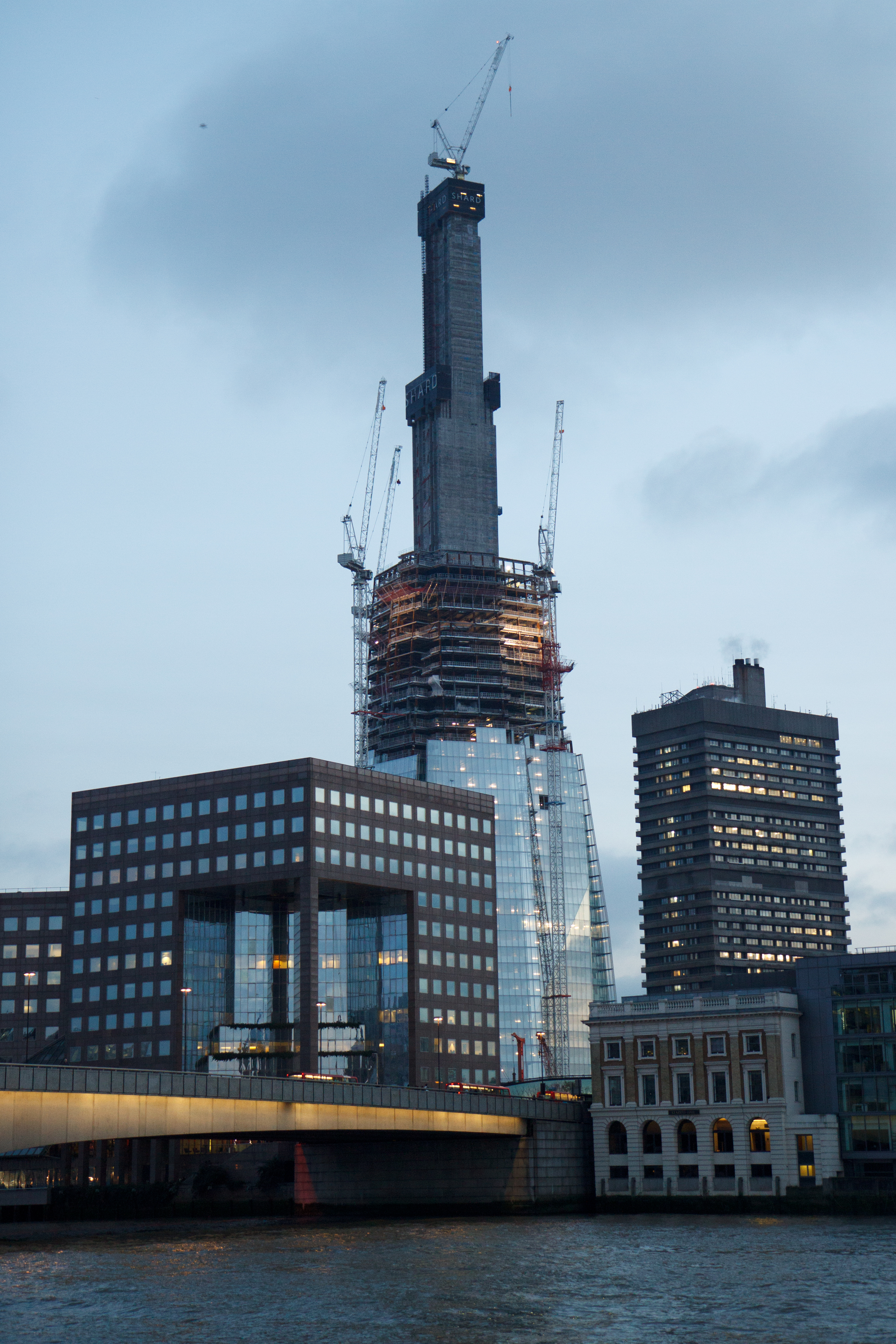
listopad 2010
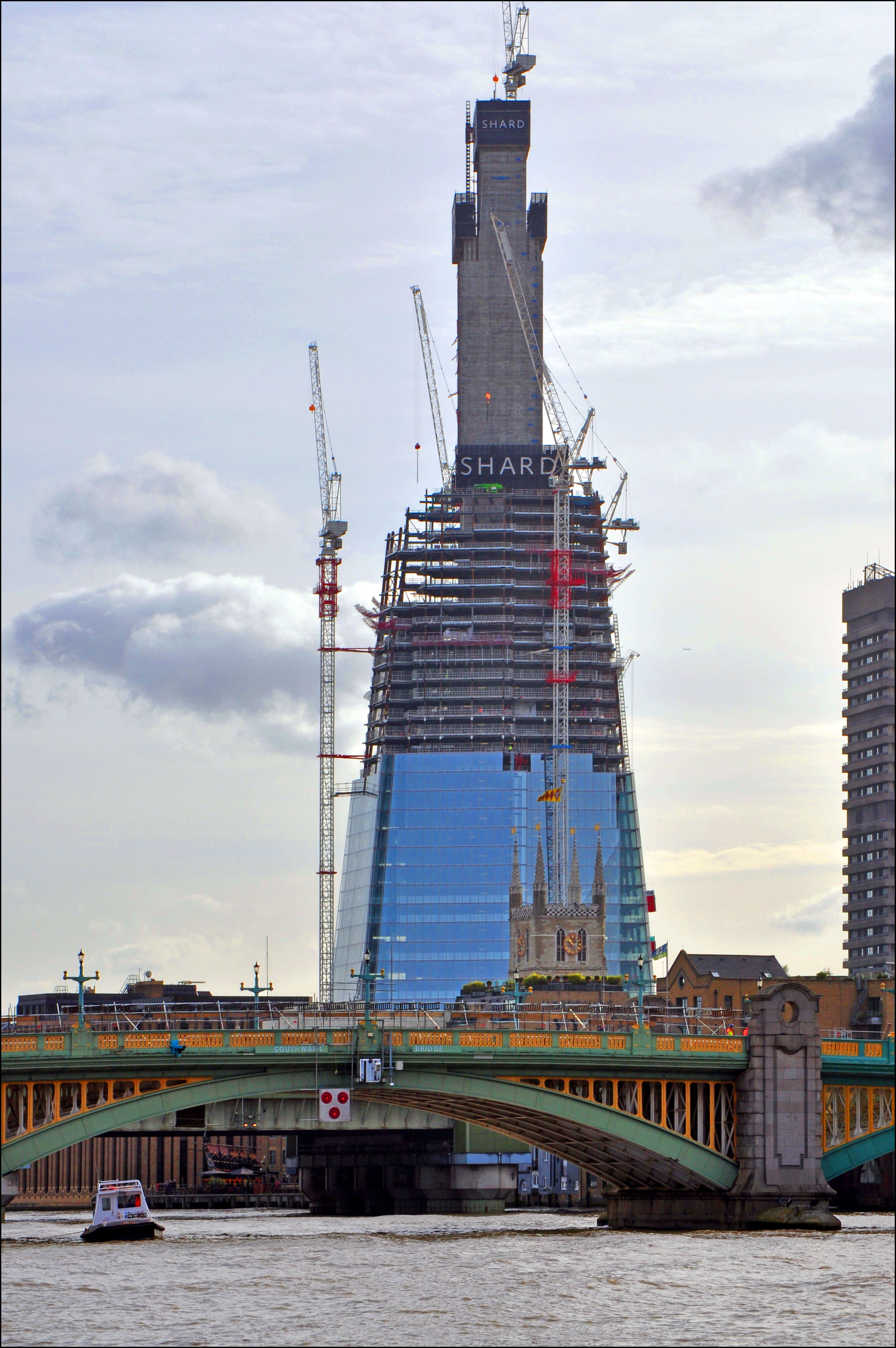
listopad 2010
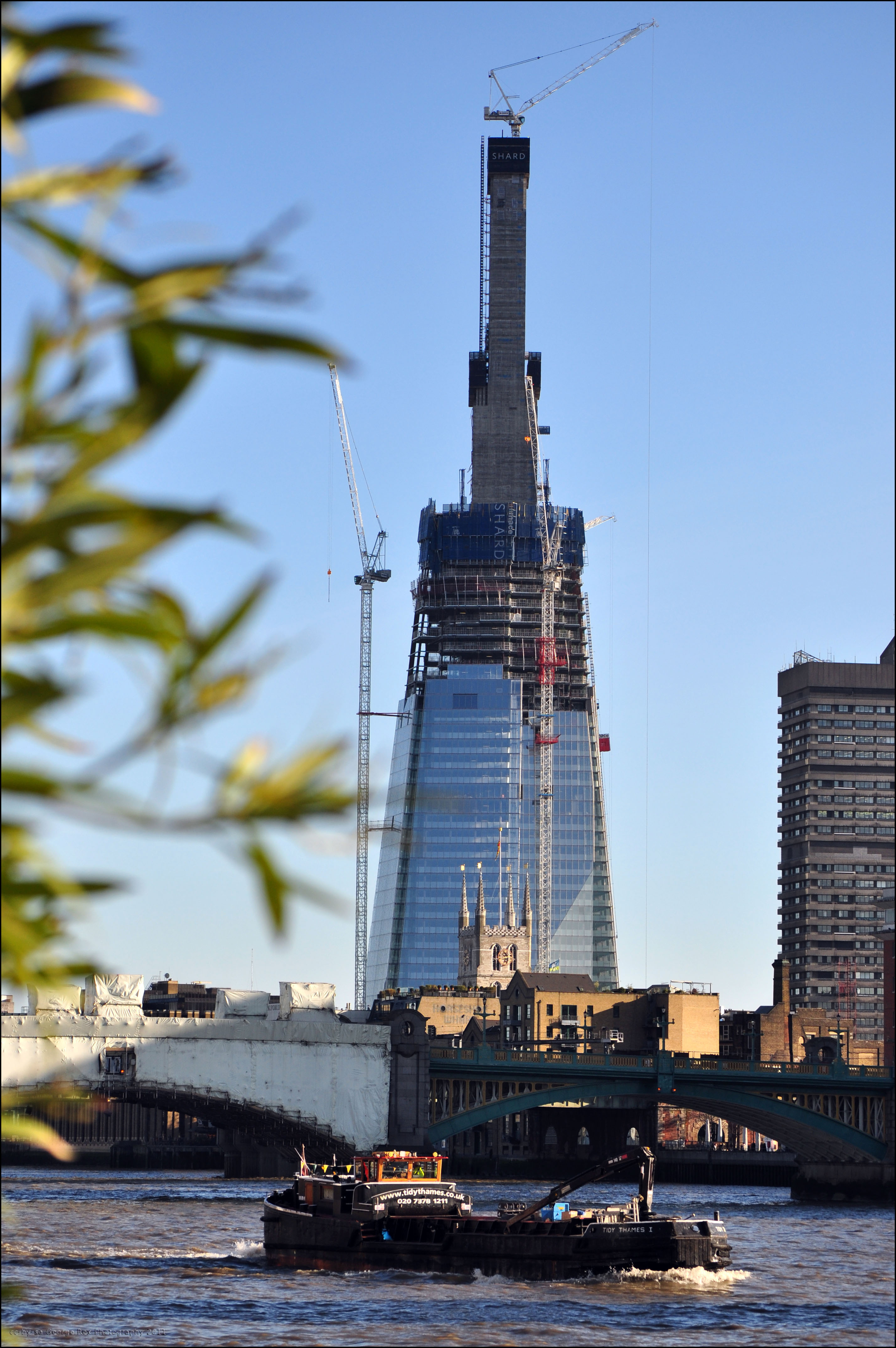
luty 2011
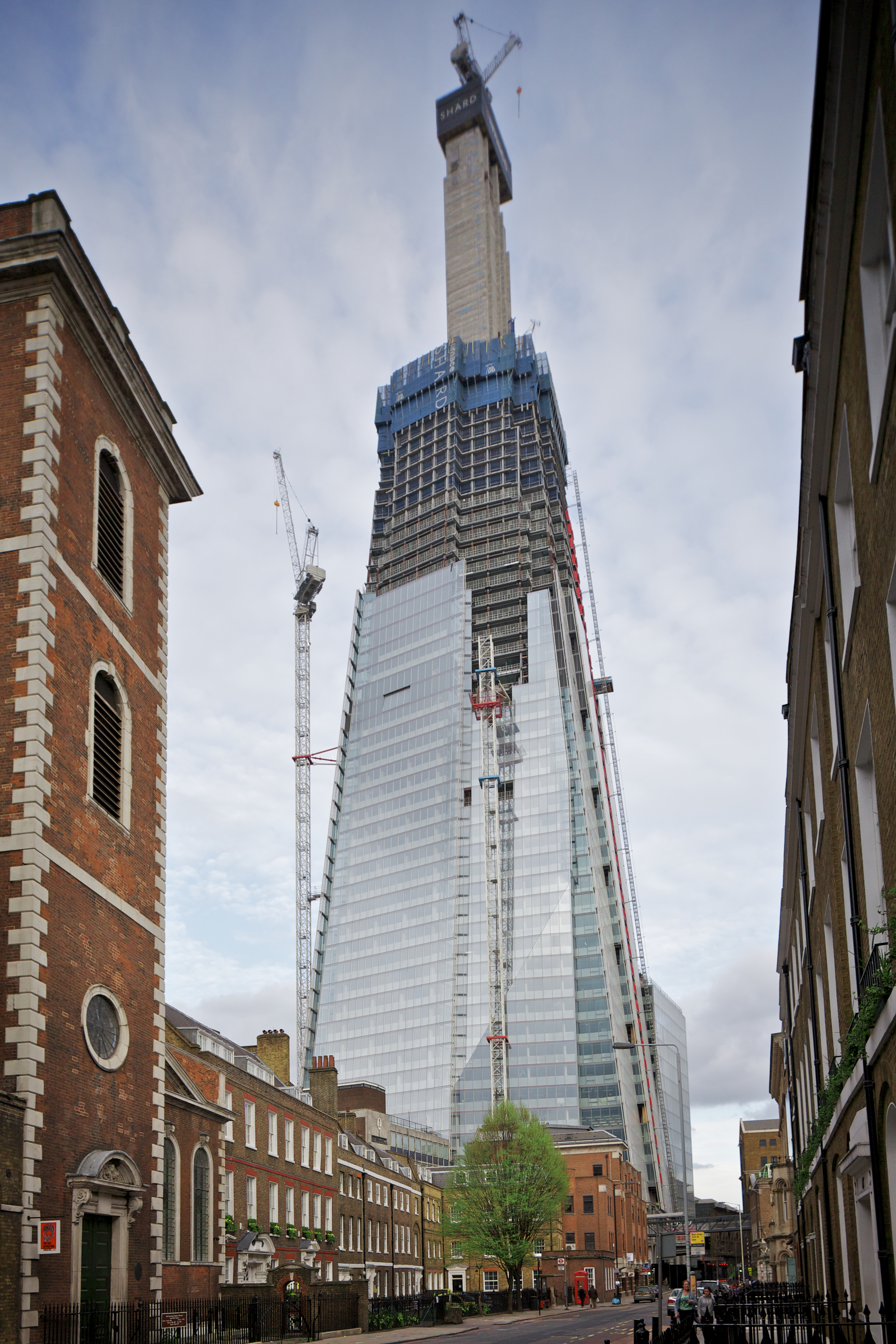
kwiecień 2011
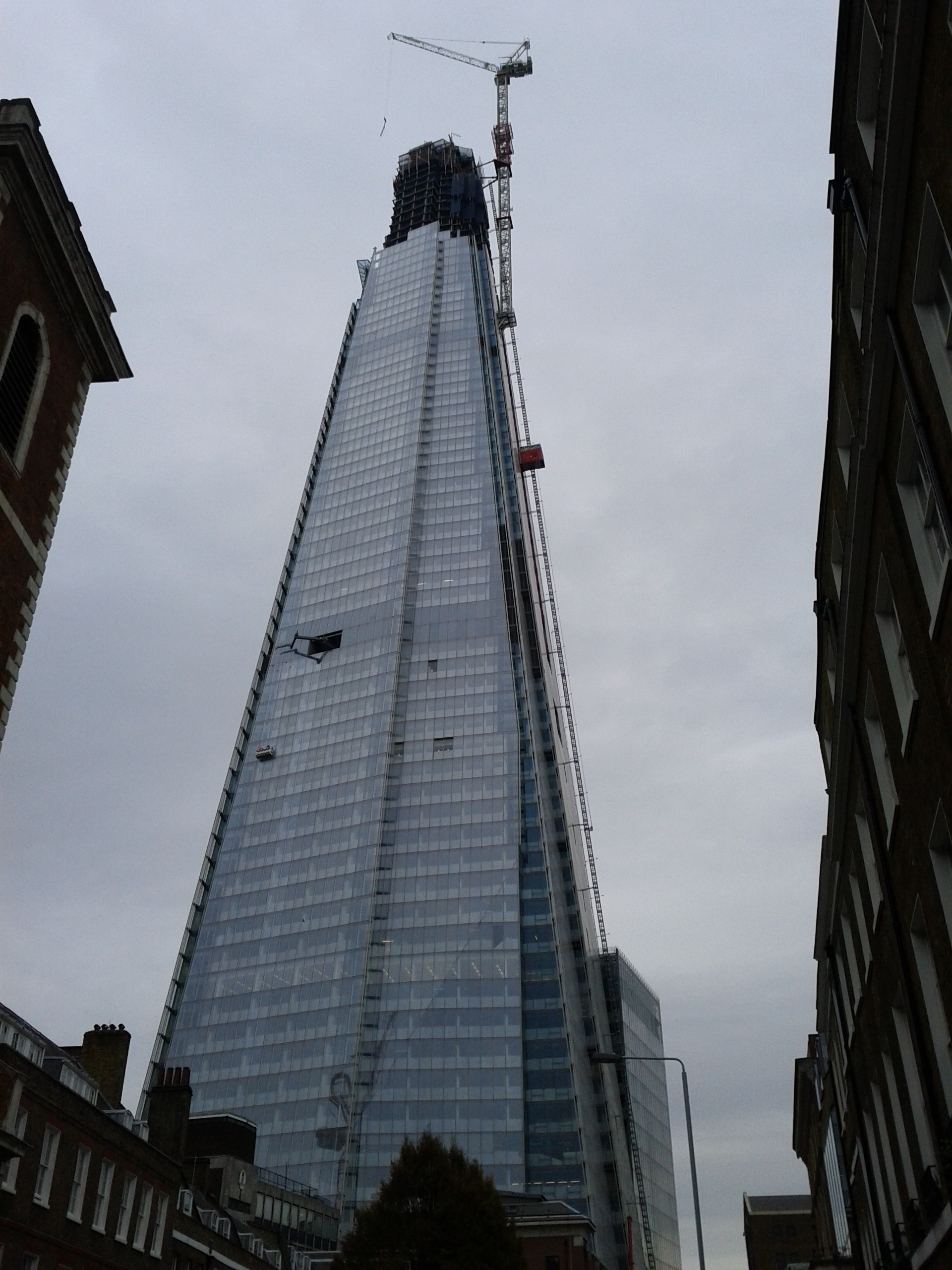
październik 2011
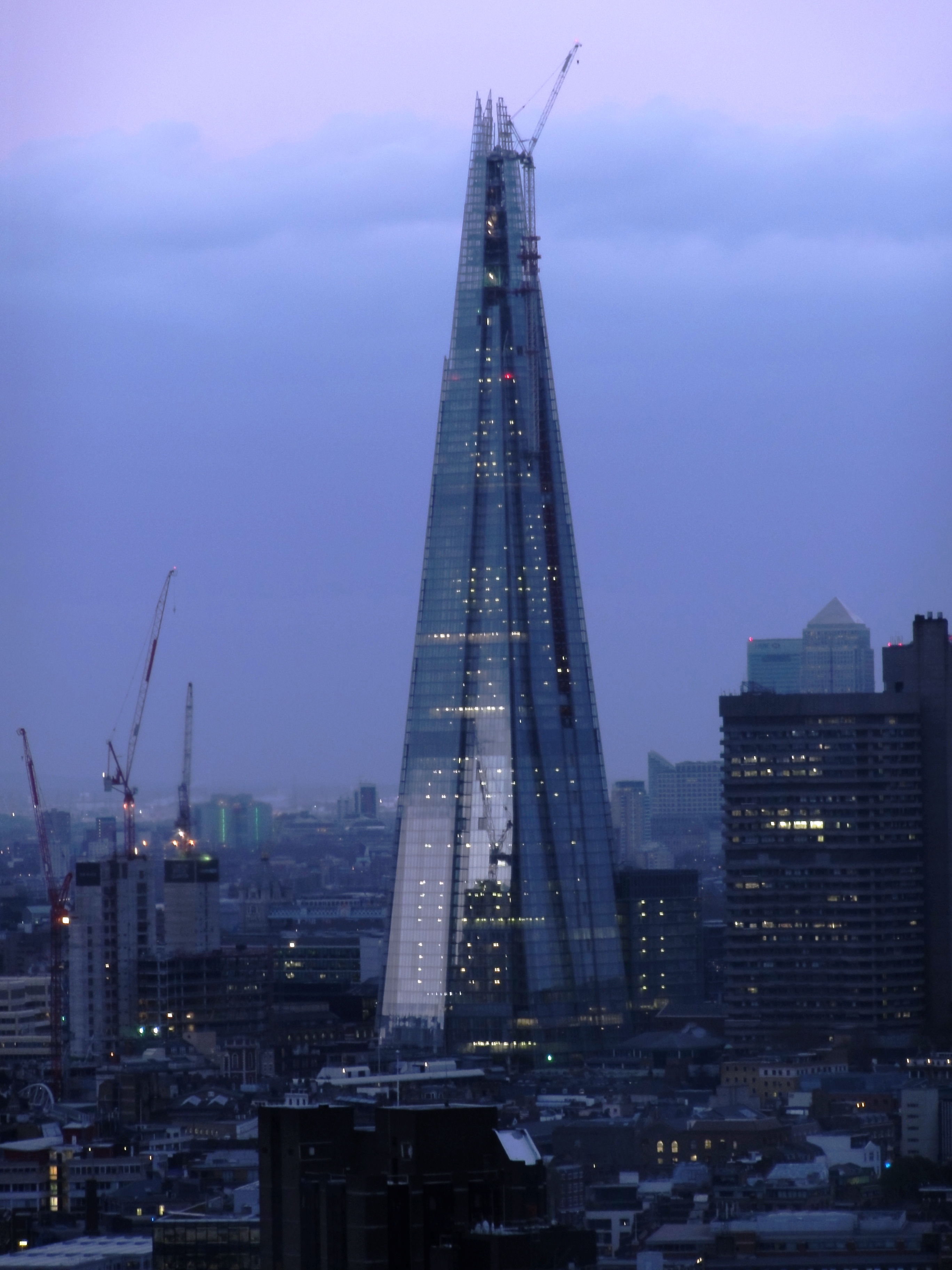
kwiecień 2012